# Buddy Robinson
Charles "Buddy" Robinson, född 30 september 1991, är en amerikansk professionell ishockeyspelare som är kontrakterad till Calgary Flames i NHL och spelar för deras primära samarbetspartner Stockton Heat i AHL. 
Han har tidigare spelat på NHL-nivå för Ottawa Senators och på lägre nivåer för Manitoba Moose, San Jose Barracuda och Binghamton Senators i AHL, Elmira Jackals i ECHL och Lake Superior State Lakers (Lake Superior State University) i NCAA.
Robinson blev aldrig draftad.
Den 2 juli 2018 skrev han på ett tvåårskontrakt värt 700 000 dollar med Calgary Flames.
Han är äldre bror till ishockeyspelaren Eric Robinson som spelar inom Columbus Blue Jackets organisation.

## Statistik
| 2009–2010   | Hamilton Red Wings         | CCHL        | 49  | 11 | 12 | 23  | 62  | 10 | 0 | 1 | 1  | 8  |
| 2010–2011   | Hamilton Red Wings         | OJHL        | 32  | 15 | 23 | 38  | 39  | —  | — | — | —  | —  |
|             | Nepean Raiders             |             | 19  | 5  | 19 | 24  | 20  | 5  | 2 | 1 | 3  | 2  |
| 2011–2012   | Lake Superior State Lakers | NCAA        | 39  | 5  | 5  | 10  | 37  | —  | — | — | —  | —  |
| 2012–2013   | Lake Superior State Lakers | NCAA        | 38  | 8  | 8  | 16  | 48  | —  | — | — | —  | —  |
|             | Binghamton Senators        | AHL         | 6   | 2  | 2  | 4   | 8   | 2  | 0 | 0 | 0  | 0  |
| 2013–2014   | Binghamton Senators        | AHL         | 69  | 15 | 16 | 31  | 49  | 4  | 0 | 0 | 0  | 4  |
|             | Elmira Jackals             | ECHL        | 1   | 0  | 0  | 0   | 0   | —  | — | — | —  | —  |
| 2014–2015   | Binghamton Senators        | AHL         | 75  | 12 | 22 | 34  | 69  | —  | — | — | —  | —  |
| 2015–2016   | Ottawa Senators            | NHL         | 3   | 1  | 1  | 2   | 4   | —  | — | — | —  | —  |
|             | Binghamton Senators        | AHL         | 62  | 13 | 10 | 23  | 66  | —  | — | — | —  | —  |
| 2016–2017   | Ottawa Senators            | NHL         | 4   | 0  | 0  | 0   | 2   | —  | — | — | —  | —  |
|             | Binghamton Senators        | AHL         | 33  | 7  | 5  | 12  | 18  | —  | — | — | —  | —  |
|             | San Jose Barracuda         | AHL         | 33  | 10 | 9  | 19  | 53  | 15 | 4 | 5 | 9  | 12 |
| 2017–2018   | Manitoba Moose             | AHL         | 74  | 25 | 28 | 53  | 64  | 7  | 1 | 3 | 4  | 19 |
| 2018–2019   | Stockton Heat              | AHL         | —   | —  | —  | —   | —   | —  | — | — | —  | —  |
| NHL totalt  | NHL totalt                 | NHL totalt  | 7   | 1  | 1  | 2   | 6   | —  | — | — | —  | —  |
| AHL totalt  | AHL totalt                 | AHL totalt  | 352 | 84 | 92 | 176 | 327 | 28 | 5 | 8 | 13 | 35 |
| NCAA totalt | NCAA totalt                | NCAA totalt | 77  | 13 | 13 | 26  | 85  | —  | — | — | —  | —  |